# Führer-Begleit-Bataillon
Das Führer-Begleit-Bataillon (auch Führer-Begleit-Regiment, Führer-Begleit-Brigade, Führer-Begleit-Division oder Begleit-Bataillon des Führers) war ein Bataillon der Wehrmacht, das neben dem Führerbegleitkommando und der Leibstandarte SS Adolf Hitler für den Personenschutz Adolf Hitlers verantwortlich war.

## Aufgaben
Hauptaufgaben waren die Sicherung des Führerhauptquartiers (FHQ) und des Führersonderzuges sowie der Personenschutz Adolf Hitlers. Das Führerbegleitkommando, die persönliche Leibwache Hitlers, wurde dagegen in erster Linie von der Waffen-SS gestellt.
Außerdem wurde der Verband, zunächst in Teilen als Kampfgruppen, an der Front eingesetzt. Dabei wurde der Verband im Rotationsprinzip mal im FHQ, mal an der Front stationiert, so dass er praktisch eine Stärke von zwei Bataillonen hatte.
Gegen Ende des Krieges wurde der Verband aber in voller Stärke zu Kampfeinsätzen an der gesamten Front eingesetzt.

## Geschichte
Die Aufgabe, die Person Adolf Hitlers zu schützen, war ursprünglich Angehörigen des Heeres vorbehalten. Dazu bestand ab 1938 eine mobilmachungsabhängige Sicherungskompanie. Das Führer-Begleit-Bataillon wurde kurz vor Kriegsausbruch am 24. August 1939 aus der 7. und 8. Kompanie des motorisierten Infanterie-Regiments Großdeutschland gebildet. Es stand in der Tradition der Stabswache Berlin der Weimarer Republik und der Garde des Kaiserreiches.
Zunächst wurden zwei Kompanien aufgestellt, die dann im Winter 1939 zu drei Kompanien vervollständigt wurden. Beim Einmarsch ins Sudetengebiet 1938 führte Erwin Rommel, der bereits seit 1935 Mitglied des militärischen Begleitkommandos Hitlers gewesen war, das Begleit-Bataillon des Führers. Im März 1939, während der Besetzung der „Rest-Tschechei“ und des Memellandes, wurde Rommel Kommandant des Führerhauptquartiers, was er auch über den Beginn des Zweiten Weltkriegs am 1. September 1939 hinaus blieb (mittlerweile zum Generalmajor befördert). Ab Mai 1940 übernahm Rommel ein Kampftruppenkommando (7. Panzer-Division) im Rahmen des Westfeldzuges.
Bis Sommer 1942 war das FBB direkt dem Kommandanten des Führerhauptquartiers unterstellt, der damit auch Bataillonskommandeur war.
1943 wurde das FBB in ein Grenadier-Bataillon umgebildet und auch in Führer-Grenadier-Bataillon umbenannt. Im September 1944 erfolgte eine Verstärkung des Bataillons zur Brigade und im November 1944 Umbenennung in Führer-Begleit-Brigade.
Teile der Brigade kämpften bei Wilna als Panzer-Grenadier-Brigade „von Werthern“. Mit dem Aufbau des Panzerkorps „Großdeutschland“ im September 1944 wurde die Brigade formell dazugerechnet. Im Zeitraum vom 26. November 1944 bis 20. Dezember 1944 erfolgte die Verlegung der Brigade von Ostpreußen nach Cottbus-Guben, später in die Eifel, zur Auffüllung und Abschluss der Neuaufstellung bei der Ersatz-Brigade „Großdeutschland“. Bei der Ardennenoffensive war die Brigade vom 22. Dezember 1944 bis 31. Dezember 1944 zunächst Reserve der 5. Panzerarmee. In dem Zeitraum beteiligte sie sich an dem Angriff bis in den Raum nordöstlich von Bastogne, an der Rückeroberung von St. Vith und an der Abwehr am Einschließungsring um Bastogne. Am 23. Januar 1945 erreichte die Brigade der Befehl, dass sie sich als Heeresgruppen-Reserve bereithalten und über Clervaux, Marnach, Dasburg und Daleiden in den Raum südlich von Arzfeld zurückziehen sollte.
Am 11. Januar 1945 wurde die Einheit Teil des Führer-Begleit-Regiments, das am 16. Januar in Panzergrenadier-Regiment 100 umbenannt wurde. Dies war Teil der am 26. Januar 1945 in Cottbus für den Wehrbereich III aufgestellten Führer-Begleit-Division. Sie kam im Februar 1945 als Teil des III. SS-Panzerkorps beim Unternehmen Sonnenwende zum Einsatz. Anschließend kämpfte sie an der Weichsel, um Lauban, Ratibor und wurde Ende April 1945 im Kessel von Spremberg vernichtet. Überlebende der Division waren bis Kriegsende im Gebiet von Deutsch-Brod östlich von Prag im Einsatz.

## Kommandeure
- Generalmajor Erwin Rommel Juni 1938 bis Januar 1940
- Oberst Kurt Thomas 22. Januar 1940 bis 1. August 1942
- Oberst Gustav Streve 1. August 1942 bis 1. September 1944
- Oberst/Generalmajor Otto Ernst Remer 1. September 1944 bis 8. Mai 1945

## Gliederung 1945
- Panzer-Regiment 102
- Panzer-Grenadier-Regiment 100
- Panzer-Artillerie-Regiment 100
- Panzerjäger-Bataillon 673
- Panzer-Pionier-Bataillon 120
- Nachrichten-Bataillon 120
- Feldersatz-Bataillon 120

## Truppenfahne
Am 30. September 1939 wurde dem Bataillon, im Vergleich zu den anderen Truppenfahnen der Wehrmacht, eine einzigartige Truppenstandarte überreicht. Während einer Zeremonie im Kasernengelände des Regiments „General Göring“ in Berlin-Reinickendorf überreichte Hitler persönlich seinem neu geschaffenen Begleitbataillon die neue Truppenstandarte. In ihrem generellen Aussehen hatte sie die Form einer Heeresstandarte, kombinierte jedoch auf ihrer rechten Seite das Design der so genannten „Führerstandarte“ mit dem auf der linken Seite befindlichen Äußeren einer Artilleriestandarte.
Es sei erwähnt, dass diese Standarte die einzige Ausnahme für die Regel darstellte, dass die Waffenfarbe der Einheit auch als Grundfarbe für die Standarte übernommen wurde. Die karminrote Grundfarbe bedeutete nicht, dass das „Führerbegleitbataillon“ eine Artillerieeinheit war, vielmehr war Weiß die Waffenfarbe, die dem Bataillon als Infanterieeinheit zugewiesen wurde. Es darf daher davon ausgegangen werden, dass man Karminrot wählte, um farblich besser zum strahlenden Rot der rechten Seite („Führerstandarte“) zu passen.
Die linke Seite der Standarte entsprach in allem der Truppenstandarte, die bei Artillerieeinheiten verwendet wurden und war Karminrot grundiert.
Die rechte Seite der Standarte war der so genannten „Führerstandarte“, also der persönlich von Adolf Hitler benutzten Standarte, nachempfunden. Auf einem weiß grundierten, kreisförmigen Feld befand sich ein schwarzes, aufrecht stehendes Hakenkreuz. Um dieses Feld war eine Girlande aus goldfarbenen Eichenblättern angebracht. In den vier Ecken der Standarte befanden sich je zwei goldfarbene „Wehrmachtadler“ bzw. zwei goldfarbene Adler in der Form des NSDAP-Partei-Adlers. Die rechte Seite war wie die linke Karminrot grundiert.
Alle weiteren Merkmale der Standarte entsprachen denjenigen der allgemeinen Heeresstandarten.